# Святі Гори (село)
Святі Гори (до 18 лютого 2016 року — Червоні Гори) — село в Україні, в Чернігівському районі Чернігівської області. Входить до складу Березнянської селищної громади. Населення становить 5 осіб. До 2020 року орган місцевого самоврядування — Сахнівська сільська рада.
До 2016 року село Святі Гори носило назву Червоні Гори.